# خط دیوانی
خط دیوانی از جمله خطوط خوشنویسی اسلامی است که امروزه در کشورهای عربی رواج نسبی دارد. ابداع‌کننده این سبک شخصی به نام حسام رومی بود. خط دیوانی در ترکیه عثمانی رواج زیادی داشت و کاربرد آن در زمان امپراتور عثمانی، سلیمان یکم به اوج خود رسید. خط دیوانی اگر بدون حرکات و تزیینات باشد آن را خفی و اگر دارای تزیینات نقطه و حرکات باشد آن را جلی گویند. نوشتن این نوع خط مستلزم صرف وقت زیاد می‌باشد.
خط دیوانی در حقیقت از فروعات خط تعلیق است که با افزوده شدن اِعراب و تزیینات  در جملات عربی شکل منسجم‌تری به خود گرفت و پس از گذشت زمان دچار تغییر و تحول گشت و به خط مستقلی تبدیل گردید که اکثر تحولات به دلیل کاربرد جملات عربی اتفاق افتاد و بحث دخول اِعراب حروف هم یکی از دلایل اصلی تحول هندسی آن به شمار می‌رود.

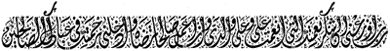
نمونهٔ خط دیوانی جلی